# Renault 4P
Renault 4P, также Renault Bengali Junior —  поршневой авиационный двигатель воздушного охлаждения, разработанный и производившийся компанией Renault.

## История
Трансатлантический перелёт Чарльза Линдберга (1927 год) побудил компанию Рено обратить внимание  на двигатели для лёгких летательных аппаратов. Разработанный вскоре 95-сильный Renault 4Ps оказался достаточно популярным и впоследствии устанавливался на нескольких типах самолётов, в том числе рекордных.
В 1931 году конструктор Шарль-Эдмон Серре довёл его мощность до 110-120 л.с. (Renault 4Pdi со 120-мм стальными гильзами, алюминиевыми головками цилиндров, дюралюминиевыми шатунами и картером из магниевого сплава). В следующем году появилась 120-сильная модификация.
Renault 4Pei был одним из двигателей, отобранных в 1936 году возглавляемой директором московского авиамоторного завода № 24 И.Э. Марьямовым комиссией для производства в СССР. В опытном порядке он устанавливался на некоторые лёгкие самолёты, однако, выявленные недостатки (например, невозможность запуска при температурах ниже -15 градусов) и начавшаяся война заставили отказаться от массового выпуска отечественной версии мотора — МВ-4
Во Франции производством Renault 4P-01 в 1946-1949 годах занимался один из заводов объединения SNECMA, располагавшийся в Арнаже (департамент Сарта); было выпущено по крайней мере 762 экземпляра двигателя. Он устанавливался на лицензионный биплан Stampe SV-4, предназначавшийся для французских аэроклубов.

## Модификации
(здесь и далее буква i в литерном индексе означает перевёрнутый (фр. inversé) двигатель)
Renault 4Ps
Ранний тип с диаметром цилиндра 115 мм и ходом поршня 140 мм, мощность 95 л.с.;
Renault 4Pa

Renault 4Pb
стандартной конфигурации 95 л.с., 61 кг.- Caudron Luciole
Renault 4Pbi
аналогичен модификации Pb, но перевёрнутый, диаметр цилиндров 115 мм
Renault 4Pc
развитие модификации Ps, диаметр цилиндров 115 мм
Renault 4Pci
перевёрнутый 4Pc
Renault 4Pde

Renault 4Pdi
перевёрнутый, установлены 120-мм стальные гильзы цилиндров, головки цилиндров из алюминиевого сплава, дюралюминиевые шатуны и картер из магниевого сплава. 110 л.с. / 150 кг - Hanriot 16, 120 л.с. / 155 kg - Caudron Phalène
Renault 4Pei
Перевёрнутый, взлётная мощность 150 л.с., выпуск начат до Второй мировой войны
Renault 4Pfi
Renault 4Pgi
Перевёрнутый с пониженной мощностью (105 л.с. на взлёте), под 73-й бензин.
Renault 4Po

Renault 4Poi
140 л.с., система впрыска топлива.
Renault 4P-01
Послевоенная серийная версия 4Pei, 145 л.с. на взлёте.
Renault 4P-03
как 4P-01, но с карбюратором Zenith
Renault 4P-05
как 4P-03, другая система смазки
Renault 4P-07
Как 4P-03, но с модифицированным карбюратором
МВ-4Лицензионный 150-сильный Renault 4Pei, выпускавшийся в СССР на воронежском заводе № 16. Более 180 двигателей были выпущены в 1939 году.

## Применение
- Albert 4P
- ANF Les Mureaux 160T
- Aubert Cigale
- Bodiansky 20
- Boisavia Mercurey
- Caudron C.193
- Caudron C.232
- Caudron C.270 Luciole
- Caudron C.280 Phalène
- Caudron C.362
- Caudron C.430 Rafale
- Caudron C.480 Frégate
- Caudron C.510 Pelican
- Caudron C.530 Rafale
- Caudron C.580
- Caudron C.600 Aiglon
- Caudron C.601 Aiglon Senior
- Caudron C.610
- Farman F.230
- Farman F.281
- Farman F.350
- Guillemin JG.10
- Max Holste MH.52
- Hanriot LH.16
- Hanriot H.180
- Morane-Saulnier MS.341
- Nord Norécrin
- Potez 36/19
- SABCA S.40
- Stampe et Vertongen SV-4B
- Sud-Est SE-2100
- Sud-Est SE-2300
- Sud-Est SE-2310
- УТ-1
- УТ-2
- УТ-21
- САМ-14